# Relaciones Albania-Venezuela
Las relaciones Albania-Venezuela se refieren a las relaciones internacionales que existen entre Albania y Venezuela.

## Historia
Albania desconoció los resultados de las elecciones presidenciales de Venezuela de 2018, donde Nicolás Maduro fue declarado como ganador.[cita requerida] En 2019, durante la crisis presidencial de Venezuela, Albania reconoció a Juan Guaidó como presidente de Venezuela.